# Classe Devonshire
Pour les articles homonymes, voir Devonshire.
La classe Devonshire était une classe de croiseurs cuirassés construite au Royaume-Uni avant la Première Guerre mondiale pour servir dans la Royal Navy.

## Conception
Semblable à la classe Monmouth les navires de cette classe bénéficièrent d'un changement d'artillerie lourde. Les tourelles à deux canons de 6 pouces (153 mm) ont été remplacées par des tourelles à canon unique de 7,5 pouces (190 mm).

## Histoire
Les six navires ont servi durant la Première Guerre mondiale.
Le HMS Argyll a fait naufrage le 28 octobre 1915, et le HMS Hampshire a été coulé par une mine le 5 juin 1916 avec Horatio Herbert Kitchener à son bord. Après-guerre, les quatre survivants eurent une carrière relativement courte, tous étant mis hors service en raison du traité naval de Washington, en 1922.

## Les unités de la classe
| Nom            | Lancement         | Armement         | Chantier naval                                    | Fin de carrière                            | Photo |
| -------------- | ----------------- | ---------------- | ------------------------------------------------- | ------------------------------------------ | ----- |
| HMS Devonshire | 30 avril 1904     | 24 août 1905     | Thames Ironworks and Shipbuilding Company Chatham | vendu le 9 mai 1921 pour démolition        |       |
| HMS Antrim     | 8 octobre 1903    | 25 juin 1905     | John Brown & Company Clydebank                    | vendu le 19 décembre 1922 pour démolition, |       |
| HMS Argyll     | 3 mars 1904       | décembre 1905    | Scotts Greenock                                   | naufrage le 28 octobre 1915 à Bell Rock    |       |
| HMS Carnarvon  | 17 octobre 1903   | 29 mai 1905      | W Beardmore & Co. Ltd Dalmuir                     | vendu le 8 novembre 1921 pour démolition   |       |
| HMS Hampshire  | 24 septembre 1903 | 15 juillet 1905  | Armstrong-Withworth Elswick                       | 5 juin 1916 sur une mine                   |       |
| HMS Roxburgh   | 9 janvier 1904    | 5 septembre 1905 | London & Glasgow Co. Glasgow                      | vendu le 8 novembre 1921 pour démolition   |       |